# Llista de municipis de Galícia
- Municipis de la Corunya
- Municipis de Lugo
- Municipis d'Ourense
- Municipis de Pontevedra